# Wakfu (jeu vidéo)
Vous lisez un « bon article » labellisé en 2017.
Pour les articles homonymes, voir Wakfu.
Wakfu (/wak.fu/) est un jeu vidéo de rôle en ligne massivement multijoueur (MMORPG) produit, développé et édité principalement par Ankama Games, sorti en 2012 sur Linux, Mac OS et Windows, et programmé en Java. Il est créé en France à Roubaix et constitue le quatrième MMORPG de l'entreprise, après Dofus, Wakfu : Les Gardiens puis Arena. Il n'a pas pour vocation de se substituer à ceux-ci et est développé en parallèle par une équipe spécifique. Le jeu, annoncé en 2006 pour 2008, est finalement sorti en février 2012 après quatre ans de bêta-test et de long développement.
Le scénario met en scène une planète fictive appartenant au monde imaginaire du Krosmoz, qu'on retrouve dans la plupart des créations des studios d'Ankama, où le joueur se déplace avec une vue de dessus en perspective isométrique. Il peut choisir son personnage parmi une vingtaine, chacun possédant des sorts et aptitudes différents, qui peuvent être ensuite complétés par les compétences de quatorze métiers. Un des principes fondamentaux du jeu est l'interaction avec l'environnement. Le joueur se doit d'y faire naître la faune et de s'occuper constamment de la flore, en la plantant et la supprimant. Chaque personnage peut également être le dirigeant de sa nation, après vote et, ainsi, réglementer l'économie de son pays et décider de ses conquêtes militaires.
Wakfu, acclamé par les critiques pour son originalité, sa beauté et son système de jeu innovant, propose, outre son système de combats au tour par tour, une grande liberté à celui qui parcourt son univers, lui donnant à disposition des quêtes scénarisées, offrant pour la plupart des cinématiques dans les différentes zones, ainsi qu'une quête principale guidant le joueur du début jusqu'à la fin de son évolution, tout en limitant le plus possible les personnages non-joueurs « donneurs d'ordre ». Le joueur a également à sa disposition plusieurs espaces personnels qu'il peut modifier à souhait.

## Trame

### Univers
Le jeu se déroule dans l'univers fictif du Krosmoz, plus précisément sur une planète nommée « Monde des Douze » ; il prend place trois cents ans après Dofus. Ces différents jeux font partie d'un projet transmédia regroupant également des bandes dessinées, des manfras, des jeux de plateaux et de cartes, des artbooks et une série télévisée homonyme, qui se déroule douze ans après le jeu. Les évènements narrés dans la bande dessinée Wakfu Heroes : Le Corbeau noir se déroulent dix ans avant le jeu.
Wakfu est situé à l'époque fictive nommée « Ère du Wakfu », très développée. Contrairement à la série télévisée produite en même temps que le jeu vidéo, peu de produits sont dérivés de ce dernier. Néanmoins, le jeu vidéo a influencé Wakfu Raiders, destiné aux appareils mobiles, et est un des sujets principaux du magazine Wakfu Mag, qui, de 2012 à 2013, retrace les différentes mises à jour du jeu ainsi que les autres créations se déroulant chronologiquement durant la période de l'Ère du Wakfu en même temps que le Dofus Mag pour l'« Âge des Dofus ». Un autre MMORPG, Waven, se déroulant après Wakfu (plus précisément une quinzaine d'années après la saison 3 de la série animée), est dévoilé au public en novembre 2016 au Toulouse Game Show, et son développement débute l'année suivante. Il serait également free-to-play et disponible à la fois sur mobiles et sur PC.
Après le succès obtenu principalement par Dofus mais aussi par Arena, l'équipe d'Ankama investit dans des projets variés tels que l'animation ou encore la bande dessinée. Tot (Anthony Roux), directeur artistique du jeu et fondateur de l'entreprise, explique dans le Wakfu Mag no 1 : « Nous avons alors réfléchi à Wakfu (qui n'était autre que Dofus 2, à l'époque). Mais pour Wakfu, nous voulions quelque chose de spécial. Un gros univers comme celui de Dofus, mais avec des liens dans tous les médias possibles et imaginables. »
Selon Camille Chafer, directeur technique, et Marie Graziella, responsable de la communauté, le mot Wakfu, qui désigne également un élément primordial du Krosmoz associé à la création (en complémentarité avec la Stasis, elle liée à la destruction), « est plus ou moins issu du mot wushu, qui signifie « art martial » en chinois, et du kung-fu, qui [...] en est un type ». Il serait également de la création de Tot. Dans un article sur son blog de novembre 2017, l'intéressé confirme cette information mais déclare « qu'avoir appelé Wakfu « Wakfu » plutôt que Dofus 2 [est] une erreur », puisque cela sépare les communautés des différents jeux.

### Synopsis
Plusieurs siècles après l'Âge des Dofus, le Monde des Douze, planète de Wakfu, subit de profonds changements. Un ogre, prénommé Ogrest, réussit un exploit que personne n'a pu réaliser auparavant : rassembler les six Dofus primordiaux, des œufs de Dragon magiques pondus plusieurs siècles auparavant ; il les offre à sa bien-aimée, la poupée Dathura, afin de lui rendre apparence humaine. Pour des raisons inconnues, Dathura périt en chutant dans les abîmes. Fou de douleur, Ogrest s'exile au sommet du Mont Zinit pour laisser éclater son chagrin,.
Le désespoir de la créature donne alors au lieu au « Chaos d'Ogrest » ; les éléments se déchaînent et les larmes magiques de la créature engloutissent la plus grande partie des terres,, qui sont transformées en une multitude d'îles et de presqu'îles.

## Système de jeu

### Généralités
Wakfu est un jeu vidéo de rôle en ligne massivement multijoueur (terme abrégé en MMORPG) proposant des combats tactiques au tour par tour procédant via le langage de programmation Java,, l'interface OpenGL et Adobe Flash. Il présente de nouveaux aspects par rapport à Dofus : les interactions et les déplacements se font entièrement à la souris, et ces derniers sont continus, sans changement de cartes et sans chargement comme sur son prédécesseur avec un système de 3D isométrique et une vue de trois quarts, tout en rendant possible les zooms. Le monde présente un aspect cubique avec un sol grillagé entièrement composé de cases,.
Le jeu, de type quelque peu bac à sable, laisse également plus de libertés au joueur, avec un abandon de la plupart des personnages non-joueurs et d'une grande partie des quêtes annexes, quêtes n'apportant rien au déroulement du jeu. Par contre, il existe plusieurs quêtes principales qui amènent le joueur à remplir un objectif final : vaincre Ogrest. Ces quêtes partent de la création du personnage jouable pour l'amener à Astrub, ville centrale du jeu, et se poursuivent jusqu'à arriver au Mont Zinit.

### Personnages jouables et ennemis
Le  joueur peut incarner différentes sortes de personnages jouables : des « classes ». Au nombre de dix-huit à la fin du mois d'octobre 2017, chaque classe possède vingt-cinq sorts répartis en trois éléments, avec deux cents niveaux de puissance. Quatre éléments existent au total (air, eau, feu et terre), mais une classe en utilise seulement trois. Chaque joueur possède également des sorts spéciaux propres à sa classe, dont certains ne s'utilisent pas en combat (« actifs » et « passifs »). Pour pouvoir combattre, le joueur doit confectionner son deck de sorts, qui peut contenir jusqu'à douze actifs et élémentaires et jusqu'à cinq passifs. Ainsi il doit choisir quels sorts utiliser. À chaque montée en niveau du personnage, le joueur reçoit des points de caractéristiques à répartir entre différents sorts. Il a aussi la possibilité de personnaliser l'apparence de son personnage : il peut choisir sa couleur de cheveux, de peau, ses vêtements ou encore son sexe.
Chaque classe, disponible également dans Dofus, possède des caractéristiques spéciales. Il en existe dix-huit : les Crâs, archers spécialistes des tirs à distance, les Écaflips, chats anthropomorphes jouant sur la chance, les Eniripsas, soigneurs, les Enutrofs, spécialistes du minage et des bonus en combat, les Eliotropes, implantés en décembre 2014 à la suite de la sortie des épisodes spéciaux de Wakfu, spécialistes de la téléportation et du placement en combat,, les Fécas, protecteurs, les Huppermages, apparus en février 2016 à la suite de la sortie en salle du film Dofus, livre 1 : Julith, spécialistes des runes et ayant un élément spécial nommé « lumière », les Iops, adeptes du combat au corps à corps, les Osamodas, démons invocateurs, les Ouginaks, hommes-chiens créés en octobre 2017,, les Pandawas, guerriers alcooliques, porteurs et maîtres des arts martiaux présentés pour la première fois lors de l'édition 2011 de la Penny Arcade Expo, les Roublards, maîtres des bombes, les Sacrieurs, berserkers qui prennent les coups à la place de leurs alliés, et deviennent de plus en plus fort en fonction de leurs blessures, les Sadidas, chlorokinésistes et maîtres de poupées semblables à des poupées vaudoues, les Srams, individus maîtrisant les pièges, l'invisibilité et les vols en combat, les Steamers, robots steampunks pouvant invoquer des machines mécaniques et ayant un élément spécial nommé « Stasis », introduits dans le jeu en septembre 2012, les Xélors, mages spatio-temporels, et les Zobals, apparus le 26 février 2013, personnages masqués ayant des pouvoirs différents selon leur masque.
Il existe au total un millier de monstres, représentant différentes familles ou espèces. Chaque famille est répartie dans une ou plusieurs zones du monde et possède parfois des « donjons » associés. Un donjon est un lieu instancié dans lequel un ou plusieurs joueurs peuvent entrer pour y affronter plusieurs vagues de monstres et offrant des récompenses en cas de victoire. Ces récompenses sont propres à chaque donjon. La puissance des donjons peut être modulée selon la volonté du joueur.
Les « Boss ultimes » (anciennement nommés World Boss), au nombre d'une dizaine, la dernière implantée étant Ombrage en septembre 2018, sont des monstres puissants que les joueurs ne peuvent combattre qu'après avoir suivi une longue quête. L'ogre Ogrest est l'un d'entre eux, ajouté le 1er septembre 2017.

### Quêtes
Wakfu possède des quêtes narratives non obligatoires, laissant plus de liberté de jeu au joueur. Cependant, elles sont maintenues dans des endroits spécifiques tels qu'Incarnam et Astrub, lieux permettant l'entrée en jeu, sur la plupart des îles d'aventures, ou encore sur le Mont Zinit, sur lequel est basé la trame du jeu, (le joueur doit battre Ogrest, monstre ogre détruisant le monde).
Trois autres types de quêtes existent également :
- les « challenges », proposés dans les différentes nations ainsi que sur différentes îles à tous les personnages s'y trouvant[63], permettent au joueur, dans un certain laps de temps, de devoir faire une action (combat, découverte d'objets cachés, etc.) avant d'être récompensé en expérience[64] ;
- le « comptoir des mercenaires » permet au joueur de s'inscrire (moyennant finances) à une série de quêtes réalisable dans un lieu spécifique[65] ;
- les « quêtes des chasseurs d'Otomaï », dont l'objectif est de rendre à un personnage non-joueur une liste d'objets plus ou moins difficiles à obtenir ou de combattre des boss de la zone[65].

Pour compenser le manque de quêtes, Wakfu possède aussi des « exploits », des quêtes à part entière qui peuvent se réaliser tout au long du jeu sans ordre imposé.

### Combats
Le combat, joué au tour par tour, occupe une place importante dans Wakfu dans une partie des objectifs de quêtes. Deux types de combat existent : le combat entre joueurs et le combat contre des monstres. Le premier type, qui généralement n'a pas de but strict dans un jeu, surtout placé pour l'amusement propre des joueurs, possède ici un intérêt dans la protection de la nation du joueur, par exemple pour battre un « hors-la-loi ». Le deuxième type est la plus courante forme de combats, dont l'utilité est également l'amusement du joueur, mais aussi la réalisation de quêtes ou l'obtention d'équipements ou de ressources.
Les joueurs peuvent combattre ensemble, au sein d'un groupe et/ou d'une guilde, mais ils peuvent également combattre avec d'autres entités :
- les « compagnons » sont des personnages non-joueur appartenant exclusivement au compte du joueur[67]. Ajoutés dans son groupe, ils apparaissent seulement pendant les combats pour l'aider[68] ;
- les « Héros ». Grâce à ce système, un joueur peut faire apparaître en même temps jusqu'à trois personnages différents du même compte dans une « compagnie ». Il faut pour cela que les personnages appartiennent à la même nation, et qu'ils ne soient pas dans des guildes différentes[67].

### Expérience, caractéristiques, vie et système de combat
Lorsqu'un personnage gagne un combat,, achève une quête ou un exploit, il gagne plusieurs « points d'expérience » (abrégés en XP), et, ceux-ci cumulés, lui font gagner un niveau une fois une barre prédéfinie dépassée. Ils sont alors remis à zéro. Passer de niveaux en niveaux est bénéfique pour le joueur puisque cela lui ouvre la porte à des créatures plus difficiles à battre, à plus de donjons, plus de quêtes, et améliore automatiquement ses sorts et peut lui en faire débloquer de nouveaux.
Les caractéristiques sont réparties en cinq catégories distinctes : « l'intelligence » (points de vie et résistance), « la force » (points de vie et maîtrise), « l'agilité » (tacle, esquive, initiative) et la « chance » (maîtrise et résistances spéciales). À chaque montée de niveau, le joueur gagne un point dans une des catégories de façon alternée, et, aux niveaux 25, 75, 125 et 175 dans une catégorie dite « majeure », où l'on peut améliorer ses « points d'actions », « points de mouvement », « points de Wakfu » et sa « portée » principalement. Les caractéristiques provoquent des changements dans les combats puisqu'ils améliorent les capacités du joueur. Ainsi, un joueur avec plus de « résistance » dans un élément sera plus protégé lorsqu'il recevra des dégâts de cet élément, de même qu'avec plus de « maîtrise », ses dégâts seront plus puissants. Selon Destructoid, l'ancien système, qui regroupait toutes les compétences en une seule et même catégorie, était désapprouvé par une partie de la communauté, pour qui l'égalité entre certaines caractéristiques n'était pas présente (un point dans la caractéristique vitale rajoutait un point de vie au personnage alors qu'un point dans la force d'un élément n'augmentait la force de frappe avec celui-ci que de 0,5 %). Certains critiques, tels Gamekult ou Jeuxvideo.com, suivaient ces avis,.
Chaque personnage débute avec un total point de vie (abrégés en PV ou PdV), qui augmente grâce aux équipements et aux caractéristiques, ainsi qu'à chaque passage de niveaux. Lors d'un combat, chaque dégât reçu fait perdre un ou plusieurs points de vie, et quand un personnage n'a plus aucun PV, il est considéré comme KO. S'il combat avec un groupe composé d'autres joueurs, ces derniers ont alors trois tours de jeu pour finir le combat et éviter qu'il soit « mort » et réapparaisse au « phénix ». Ces statues où réapparaissent les joueurs morts sont disposés dans l'intégralité des parcelles du monde visible. Entre les combats, l'avatar du joueur regagne sa vie automatiquement, au fur et à mesure du temps. Le joueur a également la possibilité de choisir le « placement » de son personnage, soit de le positionner de dos, de face ou de côté face à ses ennemis, puisque subir des dommages de côté est plus dommageable (une augmentation de 10 % des dégâts finaux), et davantage avec les dégâts de dos (augmentation de 25 %).
Les affrontements sont générés en « tours de jeu » : les joueurs se placent dans une « bulle de combat » en instance définie à l'endroit où est déclenché l'attaque, puis elle démarre, chacun jouant à tour de rôle, dans un ordre défini par une caractéristique nommée « initiative ». Si un joueur seul lance un combat, d'autres peuvent le rejoindre pendant la phase de placement, qu'ils soient de son groupe ou non. Ils ont également la possibilité de regarder le combat en cours, sans y participer. Le joueur dispose de trente secondes maximum par tour de jeu, et peut profiter de bonus s'il les joue rapidement. Par défaut, pour se déplacer, le personnage possède trois « points de mouvements » (PM), qui permettent de se déplacer et se rechargent à chaque nouveau tour de jeu, sachant qu'un point équivaut à une case de la « bulle de combat ». Il a également à sa disposition des « points d'action » (PA), six au départ, rechargés à chaque nouveau tour, permettant de lancer ses « sorts » en fonction du nombre de points qu'ils coûtent et de la distance entre lui et son adversaire (si une attaque a « trois de portée (PO) en ligne, impassable », cela veut dire qu'elle peut être utilisée sur les cases 1 à 3 en face, derrière, où sur les côtés du personnage, et qu'aucun obstacle ne la gêne). Ce sont par les sorts et les armes, d'ailleurs considérées comme sorts durant l'affrontement, et leurs effets complémentaires s'ils en ont, que les personnages s'envoient des dégâts en PV, PA, PM, ou en « points de Wakfu ». Ces derniers, par nombre de six pour l'intégralité du combat, permettent, généralement ajoutés à des points d'action, de lancer des attaques spéciales, plus puissantes,. Certains sorts utilisent également ou seulement des points de mouvement. Lorsque le joueur veut se déplacer et qu'il est adjacent à un ennemi (que ce soit au début de son tour ou pendant qu'il se déplace), il peut être bloqué par ce dernier s'il possède moins d'« esquive » que son adversaire à de « tacle ». S'il n'est pas bloqué totalement, alors pour se déplacer sur une autre case, il n'utilisera pas qu'un PM, mais plusieurs et parfois même des PA.

### Équipements
Pour pouvoir s'améliorer, le joueur, outre modifier ses caractéristiques, peut s'équiper avec des « équipements ». Ces derniers, parfois regroupés en « panoplies », offrent aux joueurs des bonus constants. Il peut les créer grâce aux différents métiers ou en les gagnants en fin de combats. Plus un équipement est rare et difficile à obtenir, plus ses caractéristiques et son niveau d'équipement sont haut. Les équipements peuvent être soit fabriqués par le joueur, à partir de ressources naturelles ou d'objets conçus préalablement, soit obtenus sur des monstres après un combat victorieux, soit après avoir accompli une quête, soit achetés à d'autres joueurs. Il existe un total de 4 642 équipements pour 215 panoplies au mois d'avril 2020,.
Les équipements peuvent être améliorés grâce à un procédé nommé « forgemagie ». Il permet de briser différents objets pour en obtenir des « poudres ». Ces dernières, une fois rassemblées, forment une « rune », un artefact pouvant améliorer les équipements en leur donnant des améliorations particulières,. En 2019, la forgemagie laisse place à l'enchantement, une nouvelle fonctionnalité qui garde le principe de recyclage d'équipements, mais avec un système simplifié et qui offre plus de possibilités. Les poudres sont remplacées par des « éclats magiques », qui peuvent elles-mêmes être transformées en de nouvelles poudres, qui ne serviront pas à l'enchantement mais seront nécessaires pour la conception d'équipements rares.
Le joueur peut également bénéficier de « montures » (ou « montiliers ») et de « familiers », des animaux de compagnies qui apportent eux aussi des bonus et évoluent en même temps que leur possesseur. Ce dernier doit les nourrir régulièrement et peut modifier leur apparence, avec des décorations ou des colorants. Les montures et familiers peuvent être obtenus via l'accomplissement de quêtes et d'exploits, dans des offres de la boutique du jeu, ou par l'importation de ceux élevés dans Dofus Pets, jeu d'animaux de compagnie virtuels pour mobiles d'Ankama Games sorti en juillet 2017,,. En avril 2020, il existe 37 montures et 105 familiers dans Wakfu,.

### Politique
Wakfu dispose d'un aspect politique, car chacune des quatre nations du jeu (Amakna, Brâkmar, Bonta et Sufokia) dispose d'un gouvernement. À la tête de celui-ci, un gouverneur, élu par les joueurs pour une durée de deux semaines. Dès le début de son mandat, il se doit de nommer à chaque poste du gouvernement un joueur pour gérer la nation à ses côtés. Lorsque les deux semaines se sont écoulées, une nouvelle élection a lieu,.
Le « Clan Riktus », implémenté en septembre 2014 dans une mise à jour intitulée « Inglorious Riktus », est un groupe dans lequel les différents « hors-la-loi » des autres nations peuvent se réunir. Il conserve le même principe de vie qu'une nation, mais est exclusivement tourné sur le combat joueur contre joueur. Son système de gouvernement est différent des autres nations : le joueur en tête du classement des combats entre joueurs est automatiquement désigné chef de clan.

#### Politique intérieure

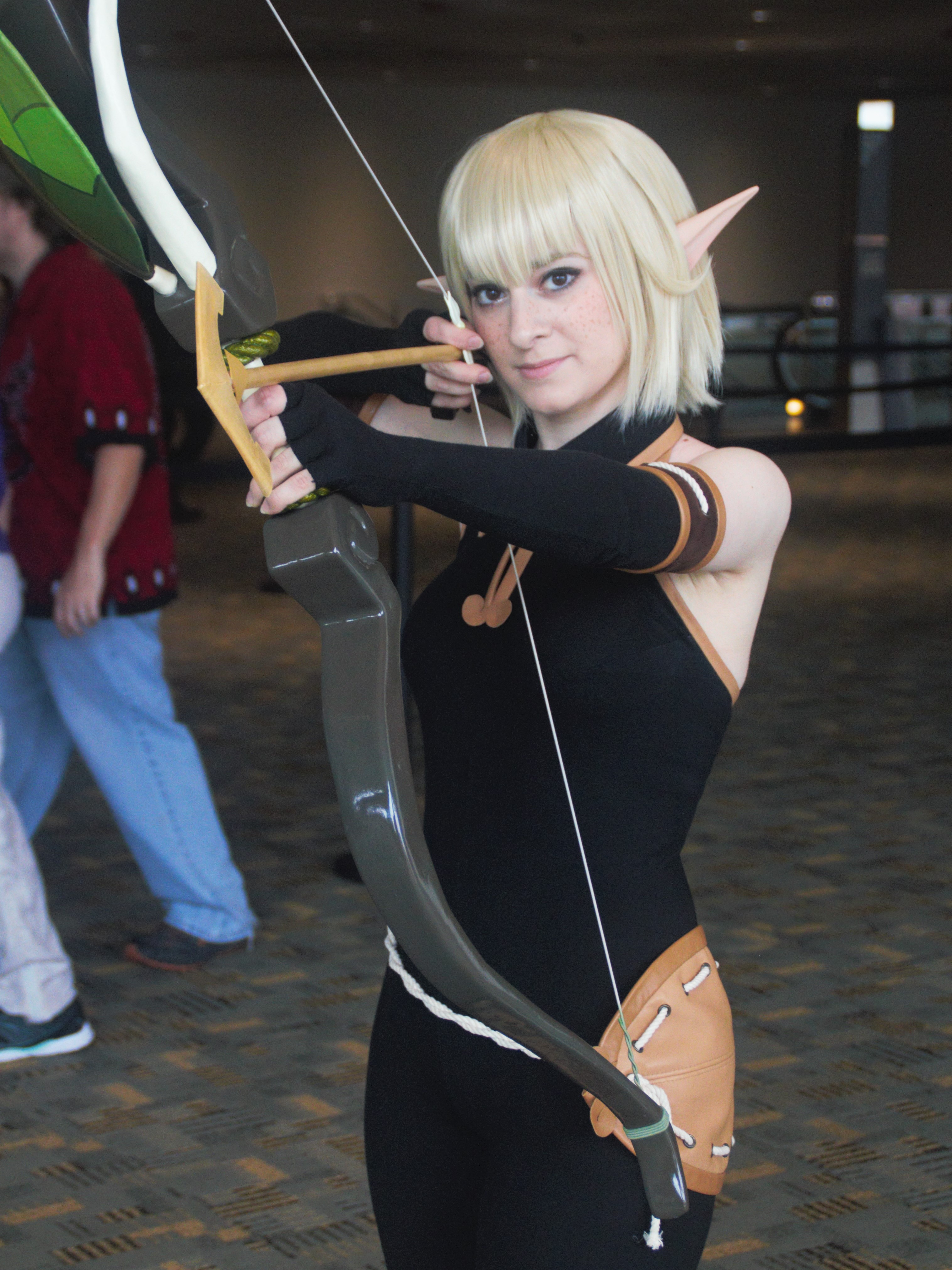
Cosplay d'Evangelyne, personnage Crâ de la série Wakfu.

Le gouverneur est un joueur élu au terme d'une élection organisée en jeu. Il a notamment le pouvoir de nommer les membres de son gouvernement et de disposer des pouvoirs de chacun d'entre eux. Un gouvernement est constitué au maximum de six personnes, soit un « vice-gouverneur », un « challengeur », dont le rôle réside dans le choix des « challenges » des différentes zones de la nation, un « écologiste », qui aide les joueurs à maintenir un bon équilibre de l'écosystème du pays, un « trésorier », chargé de s'occuper de la gestion globale des finances de la nation et de gérer le niveau des taxes — puisque chaque action politique d'un membre du gouvernement coûte de l'argent, il gère ces sorties —, ainsi qu'un « ingénieur météo », qui peut modifier temporairement la météo d'une zone donnée, action qui impliquait notamment les métiers de récolte à la sortie du MMO.
Le gouverneur a également le pouvoir de modifier les lois de sa nation, créant ainsi une perte de « points de citoyenneté » à ceux les enfreignant. Mais le joueur peut décider d'être un bon citoyen, c'est-à-dire de respecter la loi, notamment en répondant aux désirs des « Maîtres de Clan », PNJ chargés de la protection des différentes zones. Par exemple, s'il manque de plantes dans un territoire, il suffit d'en planter pour gagner des points de citoyenneté, et inversement, si la flore ou la faune deviennent trop envahissantes, agir de façon à les réduire permettra aussi de gagner des points,. Ces points permettent au joueur, au fur et à mesure qu'il en gagne, de pouvoir voter ou de se présenter aux élections. Agir en accord aux volontés des Maîtres de Clan donne également l'accès à des bonus constants pour les joueurs se trouvant dans la zone.
Cependant, le joueur peut décider de ne pas respecter les exigences des Maîtres de Clan et par conséquent d'être désigné « hors-la-loi ». Une fois identifié comme tel, n'importe quel citoyen peut l'agresser. Si ce dernier remporte le duel, il envoie en prison le bandit. Les joueurs possédant le titre de garde, avant « Inglorious Riktus », devaient se charger de ce travail. En tant que hors-la-loi, le joueur perd certains droits de citoyen : droit de vote à l'élection du gouverneur, incapacité d'utiliser certains transports rapides ou d'entrer dans son « havre-sac ». Pour sortir de prison, il a le choix de soit accomplir des travaux forcés pour être libéré, soit de s'évader, ce qui, contrairement à la première option, ne lui fait pas gagner de points de citoyenneté.
Les « Maîtres de Clan » sont des personnages non-joueurs fixes, dirigeants d'une zone définie et qui, outre être chargés de veiller sur l'écosystème de leur territoire, apprennent les compétences artisanales aux joueurs novices et permettent aussi de vendre, en échange de kamas, les ressources pour repeupler la faune et flore de leur zone.

#### Politique extérieure et relations internationales
Le gouverneur peut décider de la relation qu'aura sa nation avec les autres, en décidant d'y être ennemi (déclaration de guerre), neutre ou allié. Cette relation affecte le statut des citoyens de son propre pays lorsqu'ils se situent dans une autre nation, de façon que, si un joueur vient sur un territoire ennemi, il est considéré comme hors-la-loi. De par la mise à jour de septembre 2014, qui ouvre notamment les portes du Clan Riktus, pour que les joueurs se concentrent plus sur les affrontements entre eux, la neutralité possible entre les nations est supprimée et il n'est depuis permis à celles-ci d'être alliées qu'avec un seul des quatre autres État.
Les guerres se déroulent sur des îles, qui peuvent être dirigés par n'importe quelle nation. Ces territoires sont généralement envahis et protégés par des personnes nommés « soldats. ». Ce système n'est cependant que disponible sur un seul territoire et les soldats ont été supprimés depuis la sortie du jeu.

### Économie
Initialement, il n'existait qu'une seule ressource monétaire dans le jeu : le métier de « frappeur de Kamas ». Celui-ci permettait de combiner différentes sortes de minerais pour obtenir de la monnaie (les « Kamas »). Or, ce système, trop laborieux et trop long était peu utilisé par les joueurs et ne permettait pas d'avoir une échelle de valeur élevée, de nombreux objets se retrouvant donc en vente à un Kama. Pour combler ce manque, il est incorporé dans une mise à jour de début 2013 l'obtention d'argent en fin de combat (tout comme dans Dofus et une grande partie de jeux RPG) et une refonte des recettes de Kamas. L'équipe du jeu prévoit ainsi pouvoir maintenir une échelle de valeur stable, permettant aux joueurs de bas niveaux d'avoir plus accès au système économique, avec notamment une multiplication de la valeur de la monnaie par dix. À la mi-2017, dans une refonte de l'artisanat, le métier de frappeur de Kamas fusionne avec celui de mineur.
Les joueurs peuvent également commercer entre eux par divers moyens tels que l'échange, qui permet à deux joueurs connectés de trouver un accord pour s'échanger ou se vendre des objets dans une interface spéciale ou la vente classique : un joueur dépose, dans son « Havre-sac » (via des présentoirs) ou dans l'hôtel des ventes, un nombre d'objets spécifiques au prix qu'il veut, qui peuvent être achetés à tout moment par un autre joueur. Dans un hôtel des ventes, il peut bénéficier d'autant d'emplacements de ventes qu'il a de niveaux. Les produits restent disponibles à la vente entre une et trois semaines (originellement entre un et sept jours).

### Artisanat et écologie
L'une des autres fonctionnalités du jeu est que le joueur peut apprendre différents métiers, divisés en deux catégories : les métiers de récolte et les métiers d'artisanat. Au nombre de quatorze, ces métiers sont obtenables via les Maîtres de Clan et ont tous une importance particulière dans le jeu.
Les métiers de récolte, qui sont forestier, herboriste, mineur, paysan, pêcheur et trappeur, permettent de récupérer de la matière première dans l’environnement du jeu, et le passage d'une ressource naturelle à une ressource utilisable, qui sera par la suite transformée via les métiers d'artisanats. Ces ressources peuvent provenir de la faune comme de la flore (plantes, champs, mais aussi sur les monstres). Les métiers de récolte incluent aussi la notion d'écosystème avec la récolte et la dépose de semences (récompensée par des gains d'expérience au métier), ainsi que la plantation d'arbres, qui, sans l'action du joueur, ne réapparaîtraient pas ou avec une probabilité de 1 %. Le même principe existe aussi pour les monstres, qui peuvent renaître après dépose de semences. Le joueur n'a cependant pas d'influence sur la réapparition de certaines ressources comme le minerai ou la pêche. Ce dernier peut récolter une ressource à différents stades de maturation, en la coupant ou en la récoltant à un « état intermédiaire » ou un « état mature » (fleur, culture ou arbre). Lors de la version 0.3 puis seulement à la sortie du jeu, le semeur devait également prendre en compte les facteurs météorologiques et géographiques pour le temps de pousse de la plante et la chance que sa graine évolue,. Ainsi, par mauvais temps ou dans une mauvaise saison, sa culture mettait par exemple plus de temps à pousser, de la même façon qu'il ne peut intégrer des animaux à des endroits où ils ne sont jamais allés et ne peut pas planter des arbres n'importe où sur la carte. Ces deux dernières règles sont quant à elles toujours valables.
Le principe du métier d'artisanat, catégorie ou sont regroupés les fonctions d'armurier, bijoutier, boulanger, cuisinier, ébéniste, maîtres d'armes, maroquinier et tailleur, est donc d'utiliser ces différentes ressources pour la création d'objets (équipements, consommables ou décorations), via des établis prévus pour ses transformations. Le joueur peut également tester une nouvelle recette au hasard, quitte à perdre les ressources.
Si le joueur prend le parti de l'écologie et fait réapparaître la faune ou la flore lorsqu'il n'y en a pas suffisamment et en supprime lorsqu'il y en a en surnombre, il gagne des points de « Wakfu » mais s'il préfère à l'inverse seulement exploiter les ressources mises à sa disposition sans se soucier des volontés du Maître de Clan, il perd ses points de Wakfu et gagne des points de « Stasis ». Les joueurs avec une statistique de Wakfu élevée auront un gain de temps lorsqu'ils plantent et ceux avec une statistique de Stasis élevée auront une récolte plus rapide. Pour renforcer cette fonctionnalité du jeu, Ankama implante en août 2011 des « îles Wakfu et Stasis », territoires dédiés à ces énergies et accessibles uniquement si le joueur possède le bon alignement. Ils ne possèdent ni faune ni flore, mais ils accordent des bonus temporaires aux personnages. Au lancement des îles, celles-ci permettaient au joueur, après déblocage de zones spéciales, de confectionner des équipements inédits.

### Autres fonctionnalités

#### Havres-sacs
Les « Havres-sacs » sont des instances personnalisables qui permettent au joueur d'avoir un endroit personnel qu'il peut aménager, et ouvrir à d'autres. L'augmentation de l'espace dans ce lieu se fait via l'utilisation de « havres-gemmes », objets permettant d'allouer un nouvel espace, parmi plusieurs proposés.
Ces espaces permettent d'y effectuer différentes activités, de la vente d'objets sur les emplacements marchands, des ateliers de construction pour certains métiers sur les emplacements d'artisanat, de la culture sur les emplacement de jardin, et de la personnalisation ainsi que de la décoration (sans autre but que le plaisir du joueur) sur un dernier emplacement créé pour cela. Il s'y trouve également un coffre personnel dans lequel le personnage peut placer divers objets mais avec un nombre limité au maximum.

#### Havres-Mondes
Annoncés dans le troisième numéro du Wakfu Mag de septembre 2012 puis implémentés en juin 2013, les Havres-Mondes sont des micro-mondes — instances personnalisables à la façon d'un Havre-sac — qui sont possédés et gérés par une guilde.
Cette dernière a la possibilité d'y créer un espace spécifique en y ajoutant des routes, des bâtiments, des donjons et même des hôtels de ventes. Chaque ajout nécessite un investissement des membres de la guilde, en ressources, en temps de construction et en argent virtuel (« Kamas »). Il est également possible d'améliorer chaque bâtiment pour lui changer son aspect et sa taille. Il est aussi laissé au joueur la possibilité de créer un environnement spécifique à l'instance, avec des cultures, des pâturages, des lacs mais aussi avec l'ajout de monstres. Les Havres-Mondes disposent donc de leur propre écosystème.

## Bande-son
La bande-son de Wakfu est réalisée par Guillaume Pladys, compositeur également de celles d'autres réalisations vidéo-ludiques d'Ankama,. En août 2013, un an et demi après le lancement du jeu, le nombre total de musiques s'élève à presque 140.
La bande originale très bien accueillie par les critiques : même si les bruitages ne sont pas analysés comme grandioses,, la musique, pour citer Jeuxvideo.com, « plonge agréablement dans un bain féérique le joueur ». Beau Hindman d'Engadget et Thomas Mangot de Gamekult sont, quant à eux, d'accord pour dire qu'elle surpasse les bandes-sons d'autres jeux Flash et de nombreux MMORPG,.

## Développement

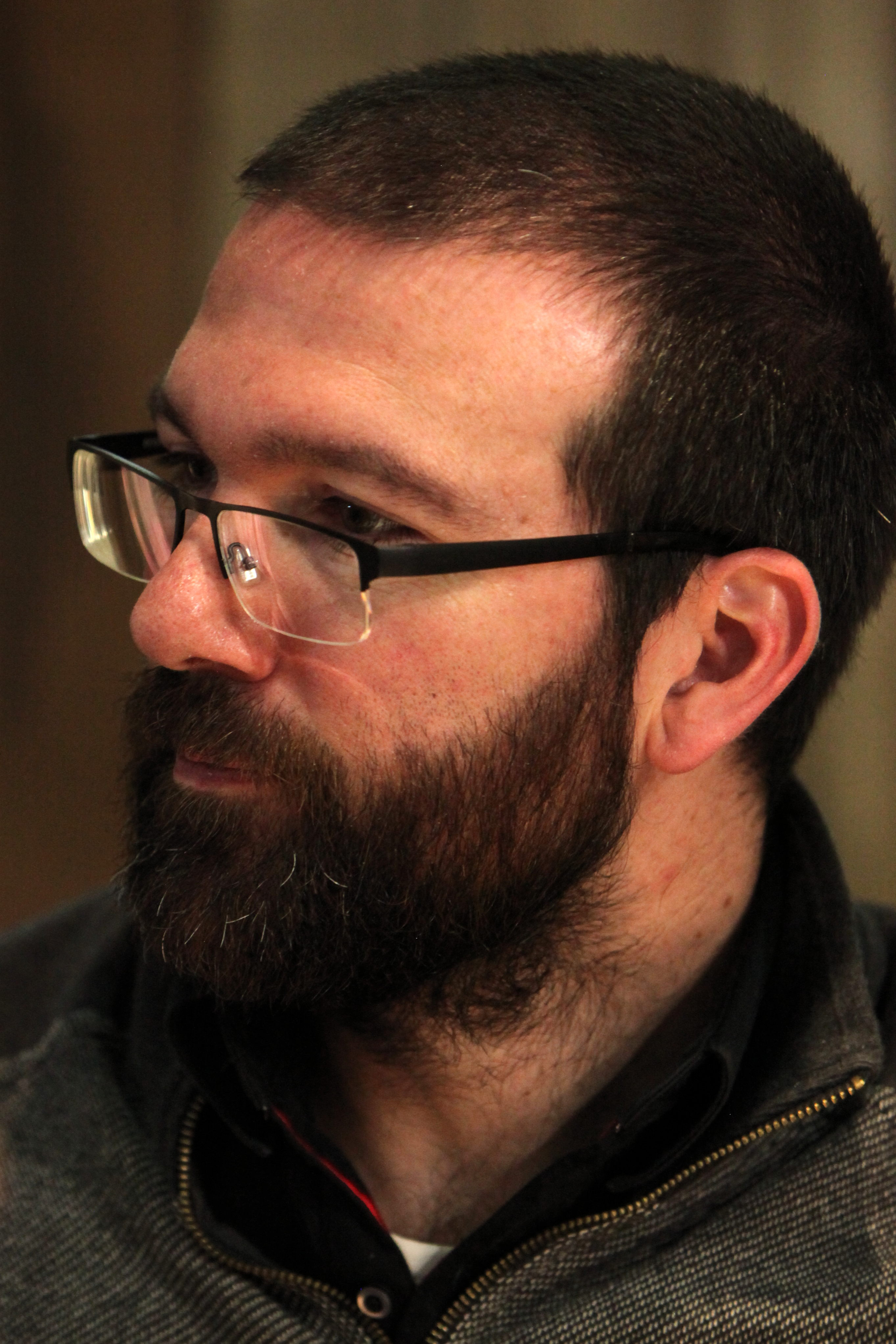
Anthony « Tot » Roux, directeur artistique d'Ankama et auteur du jeu.

Deux versions du jeu ont été créées en interne, avant de mettre sur le marché la troisième version, ce qui a fait qu'au lieu d'être fini à Noël 2007, le jeu sort en février 2012.

### Des débuts difficiles
Le projet Wakfu, pensé depuis 2005, est officiellement annoncé durant l'E3 de 2006 et son développement débute la même année,, le 26 avril. Tout d'abord pensé pour sortir en 2007, puis en même temps que la saison 1 de Wakfu (2008), série télévisée d'animation se déroulant dix ans après le jeu, Ankama met en place une équipe de cinquante personnes pour travailler sur Wakfu, contre dix sur Dofus. Or, contrairement au travail effectué sur ce dernier, une telle équipe demande une organisation particulière, ce qui, selon Anthony Roux, alias Tot, directeur artistique d'Ankama, n'était pas facilement gérable, puisque « chacun avait sa vision du jeu. [...] Ce qui en ressortait était mauvais, aussi laid qu'injouable. ». Lors de la « G.A.M.E. in Paris 4 », en avril 2007, est présenté un projet parallèle : une variante de Wakfu sur Nintendo DS. Dans ce tactical RPG en solo, le joueur peut parcourir des donjons mais également débloquer des objets spéciaux intégrables sur le jeu MMO. Il y est également disponible une version multijoueur en local et sur Internet pour deux à quatre joueurs,. Le projet est finalement abandonné.

Le projet initial est ainsi résumé par Anthony Roux dans une interview pour JeuxOnLine en avril 2006 : 

« Wakfu c'est Dofus, 1 000 ans plus tard. [...] Des dieux sont morts, d'autres ont fusionné pour survivre. Nous avons gardé l'univers à ceci près que, même si les noms des zones restent les mêmes, tout est dévasté. Il ne reste rien.
Concernant le concept du jeu, en un mot : « liberté ». On ne veut aucun texte, aucun PNJ, aucune maison, rien. Juste des zones géographiques où tout est à faire. Le concept est de laisser les joueurs créer le monde de A à Z. [...] Les actions des joueurs vont avoir des répercussions sur l'écosystème et les monstres morts resteront morts. »

Lors de la Japan Expo de l'année 2007, du 6 au 8 juillet, une première version jouable de Wakfu est présentée au public. Le premier bêta-test, fermé, est ouvert le 17 mars 2008, et trois mois plus tard pour les américains. Sur un total de douze annoncées, il n'est permis de jouer avec seulement cinq classes et le projet se démarque entre autres par son absence de personnages non-joueurs (PNJ) et son système écologique et politique. Quant à elle, la bêta ouverte est prévue pour juin de la même année. Après une lettre manuscrite d'un bêta-testeur, Tot annonce en juin que, « conscient que Wakfu [court] un grave danger [...], [il décide] qu'il [faut] se concentrer sur les propriétés, et surtout sur les « bases » du jeu ». Il rajoute que l'équipe Ankama Games (dont il fait partie) s'est « mal organisée », qu'elle a « été mauvaise » et qu'ils sont « pleinement conscient de [leur] situation et de la merde dans laquelle [ils] se [trouvent] ». Quatre ans plus tard, il mettra aussi en cause le trop grand nombre de développeurs mis sur le jeu, une équipe qu'Ankama n'a pas su gérer. Ainsi, les sorts et le système de combat sont entièrement remaniés, et un système de niveaux est rajouté.
Wakfu est présenté au grand public durant l'édition numéro deux de l'Ankama Convention en juin 2008. Profitant de la sortie du premier épisode de la série d'animation, diffusé sur France 3 le 31 octobre 2008 à 8 h 30, Ankama lance le même jour, à neuf heures, son bêta-test public (ou « ouvert »),,. Pour s'assurer de la capacité des serveurs, un test de charge est réalisé quinze jours avant, le 15 octobre. Cette version bêta du jeu n'est pas bien reçu par les joueurs, comportant trop de bugs, sa qualité et son contenu étant médiocre. Selon le site JeuxOnLine, le manque de musiques et de PNJ se fait également trop ressentir. Ainsi, de nombreux patchs sont créés, du 6 novembre 2008 (0.1) au 15 janvier de l'année suivante (0.107).
Après plusieurs mois sans nouvelles de l'avancée du jeu, une bêta fermée pour 10 000 joueurs est mise en place le 26 août. Elle est rapidement ouverte à tous, dès le 2 septembre 2009. Cependant, seulement trois classes sont disponibles : Crâ, Ecaflip et Iop et le niveau maximum est de 50. De nouvelles classes se rajoutent au fur et à mesure des mises à jour,, et une mise à zéro des personnages jouables a lieu le 21 octobre, entre les versions 0.205 et 0.206. Le bêta-test redevient fermé en janvier 2010,. L'évolution est différente en Amérique du Nord qu'en Europe, la bêta étant aussi fermée outre-Atlantique à la mi-2011 mais les classes n'arrivant pas en même temps,. La date de sortie est de nouveau repoussée, cette fois au premier trimestre 2011.

### Version finale
Après plusieurs refontes, notamment autour du graphisme et de l'animation mais aussi sur la bande-son et sur la politique (dont la création d'une troisième nation, Amakna), c'est le 11 janvier 2011 qu'est lancée un nouveau bêta-test fermé (dit « V3 » car correspondant à la troisième version du jeu) pour les serveurs français,. Il est prolongé à la suite des avis positifs des joueurs puis remplacé le 27 avril par un bêta-test public, et international (excepté en Amérique du Nord, où la bêta fermée sort le 31 janvier), qui offre à quiconque de pouvoir tester le jeu. Wakfu est alors édité par Anuman Interactive. Une semaine plus tôt était ajoutées, après les Eniripsas et les Sadidas, les classes d'Ecaflips et d'Enutrofs (seuls les Iops et les Crâs étaient jouables initialement) et le système politique. Ils sont suivis en mai par les Sacrieurs et les Xélors,. En Amérique septentrionale, après avoir été repoussé puisqu'originellement prévu le 27 avril 2011, le bêta-test V3 ne s'ouvre que le 4 janvier 2012, avec la mise en place de la mise à jour 0.311 qui inclut l'arrivée du Sram mais la suppression temporaire de l'Ecaflip et du Roublard.
Le jeu évolue alors sans problème majeur, et de nouveaux lieux, tels que l'État de Sufokia en octobre, de nouvelles classes ainsi que des races de monstres inédites sont ajoutés au fur et à mesure de l'année 2011,, jusqu'à l'arrêt du bêta-test le 22 février 2012, une semaine avant la sortie officielle du jeu. Entre-temps, un test de charge mondial est de nouveau organisé, les 27 et 28 janvier.

### Sortie et évolution du jeu
```
 
Nombre de mises à jour
Année
0
2
4
6
8
10
2012
2014
2016
2018
2020
2022
2024
Mises à jour par an
Mises à jour de Wakfu par an.
```

Évolution du nombre de mises à jour majeures de Wakfu par année depuis 2012.
Avec une équipe de développement composé d'environ trente personnes, Wakfu sort finalement le 29 février 2012 en Europe et est distribué en Amérique du Nord dès cette date, grâce à un accord entre Ankama et la société japonaise Square Enix débuté en 2010. Ce dernier a permis précédemment de créer les différents bêtas nord-américains. Le studio stoppe cependant sa collaboration avec Ankama et laisse les commandes du jeu à l'entreprise française dès le 1er mars 2013, après avoir faussement annoncé qu'à la suite d'importants licenciements, leur section dédiée aux MMORPG ne serait pas affectée. Quelques mois après, en juillet 2013, Wakfu sort sur Ubuntu.
Les classes Xélor et Sacrieur apparaissent en mars 2012 et un nouveau serveur de jeu, du nom de « Dathura », est créé le 20 décembre 2012. Par la suite, le jeu évolue au fil des années sans problèmes majeurs, et bénéficie d'ajouts réguliers. Ainsi, des îles, comme Bilbyza en 2013, Moon en 2015 ou la Pandalousie en 2019 sont créés, ainsi que les Havres-Mondes, les héros et de nouvelles classes de personnages. Diverses refontes sont aussi mises en place notamment autour des sorts, des classes,, des métiers ou des îles et des nations, afin de faciliter la progression du joueur.
En décembre 2013, après l'implantation durant l'année d'une île-prison, Alkatrool, où de nouveaux monstres sont ajoutés mensuellement, Wakfu continue ce scénario avec la création des compagnons et les premiers d'entre eux, les dits « Justiciers du Krosmoz », les six Multiman,. En 2014, Srambad et Enutrosor sont les premières « dimensions divines » implantées, des lieux accessibles pour les niveaux élevés après une quête. Ce sont des territoires divins avec des créatures et donjons inédits,. Les compagnons et les dimensions divines sont implantés simultanément dans Dofus,. L'ajout des compagnons est important dans la stratégie de combats du jeu, notamment en combats joueur contre joueur, puisque cette fonctionnalité permet d'avoir un ou plusieurs personnages contrôlables en plus lors des affrontements. Toujours pour encourager ceux-ci, une petite dizaine d'arènes sont créées en juillet 2015, dans un lieu différent du monde jouable.
Les modèles d'achats sont remaniés, puisque le jeu passe entièrement en free-to-play sur ses deux serveurs francophones en 2016, l'abonnement étant supprimé au profit de différents boosters packs hebdomadaires ou mensuels (dès 2017, auparavant jusqu'à six mois), permettant d'obtenir des apports supplémentaires et l'accès au Mont Zinit. Ce territoire, proposé aux joueurs en quatre parties, est ajouté au fur et à mesure de l'année 2017. Les quatre parties sont implantées respectivement en mars, en mai, en août, puis en septembre — avec l'arrivée d'Ogrest —, après plusieurs refontes de la première partie déjà créée en 2012.
En 2018, le développement du jeu subit une baisse d'activité. Ankama évoque la création d'autres jeux mais aussi que Wakfu « traverse des crises », et qu'il faut « purifier le jeu pour reconstruire une base saine ». Un an plus tard, Anthony Roux confesse que les ventes du jeu « stagn[ent] ». En 2020, un nouveau système économique est proposé, qui voit ses prix grandement baisser.

## Exploitation et modèles économiques

### Exploitation à l'international
Wakfu est disponible sur le marché de l'Asie-Pacifique et de l'Océanie depuis le 10 janvier 2014 après une bêta fermée entre le 26 novembre et le 3 décembre 2013 et une ouverte lancée le 18 décembre. En Chine, le jeu est implanté avec la société Speedy Bird et une bêta fermée est ouverte le 15 janvier 2014.
Aux États-Unis, l'exploitation est prise en charge par la société Square Enix dès 2010 avant d'être reprise par l'entreprise roubaisienne début 2013. Pour améliorer sa disponibilité à l'international, Wakfu s'ouvre également à la plateforme Steam le 18 septembre 2014 après une bêta ouverte mais donnant, pour les francophones, seulement accès au serveur « Dathura ». Le jeu y est en accès gratuit, excepté en France.

### Modèles économiques
Wakfu dispose de deux serveurs francophones : « Aerafal » et « Dathura ». Le premier est accessible dès le lancement du jeu avec un système par abonnement, et le deuxième ouvre presque un an plus tard avec le même modèle économique. Tout comme pour le serveur asiatique puis l'international plusieurs mois avant lui,, Dathura passe sur un système free-to-play fin 2014,. Aerafal suit ce changement en février 2016,.
Avant la sortie du jeu, Ankama met en place un préabonnement jusqu'au 28 février 2012, qui propose, à un prix moins élevé, un abonnement de trois mois à un an et des cadeaux dans le jeu. L'abonnement, à six euros ou six dollars par mois, pour une durée d'un mois, de six, ou d'un an, permettait au joueur d'accéder aux territoires des îles et nations (visitables hors abonnement, mais sans interactions possibles), à l'écosystème, et de se présenter ou de voter aux élections du gouvernement, mais aussi un temps de profiter de certains systèmes de transport ou de l'économie.
À partir de l'introduction du modèle free-to-play en 2014, l'abonnement, sous forme de « boosts » d'une durée plus courte, ne devient nécessaire que pour accéder à la vie politique, profiter du système des héros, des parties deux à quatre du Mont Zinit,, ou encore pour voir son expérience et son loot augmentés. Différentes formules existent, avec des avantages plus ou moins importants selon leur coût. Une boutique Internet permet d'acheter des éléments cosmétiques, des emotes, des tenues et des décorations,. En 2020, le système est simplifié : il n'est conservé que le « booster pack » le plus important, dont le prix est drastiquement baissé.

## Accueil
Sur Metacritic, Wakfu obtient une moyenne de 76 % en octobre 2017 avec un total de cinq critiques.
Beau Hindman d'Engadget et Cassandra Khaw de GameZone présentent Wakfu, avec ses influences japonaises, comme un jeu vidéo excellent et innovant,. Les critiques, parmi lesquels figurent Gameblog ou Jeuxvideo.com, qui n'hésitent pas à le comparer à Eve Online,, sont unanimement enthousiastes de la liberté et la diversité offerte aux joueurs, tant sur la politique que l'écologie,. Ils jugent également bons la complexité et le nombre de classes proposées,,. D'autres titres apprécient le jeu mais s'interrogent sur le fait de laisser aux joueurs un contrôle total sur l'ensemble du jeu, et si cela n'est pas trop risqué,. Selon Minimob de Jeuxvideo.com, il s'agit tout de même du « plus beau cadeau que l'on peut faire à des joueurs ». Pour le site web de PC Gamer, le système politique est le meilleur parmi tous ceux testés sur différents MMO. Gamekult voit cependant comme défaut le manque flagrant d'avantages à être hors-la-loi. De leurs côtés, Gameblog et GameZone soutiennent beaucoup l'aspect communautaire du jeu, qui est selon eux obligatoire pour avoir le plaisir de jouer et réussir sa partie,.
Cependant, les français Gameblog ou Jeuxvideo.com n'apprécient pas le système économique proposé, par la faute de son mauvais fonctionnement et des nombreux objets invendables. Ils ajoutent, soutenus par Thomas Mangot de Gamekult, que l'inventaire est trop restreint,,.
Les graphismes et l'animation, même si selon Jeuxvideo.com ne sont « pas forcément [servis] par la pointe de la technique », sont très appréciés par l'ensemble des médias,,, et qualifiés de « ravissants[,] adorables », voire « mignons »,. L'anglophone GamesRadar+ va plus loin en qualifiant Wakfu de « magnifique avec des animations soyeuses et des environnements colorés ».
Rock, Paper, Shotgun s'étonne que le jeu soit « drôle » et « ne prenne pas les choses au sérieux ». Le Monde, dont Hindman partage le même avis, rajoute que le troisième MMORPG d'Ankama « manie l'humour, la dérision et les références à des titres titulaires comme The Legend of Zelda. […] Le jeu peut également adopter un ton beaucoup plus grave. » Gameblog, qui apprécie aussi cet humour, le trouve cependant parfois limite.
Derrière toutes ces appréciations, les avis divergent sur le système de combat : Rock, Paper, Shotgun se plaint qu'il soit trop dur mais d'autres sites web apprécient le niveau tactique proposé,,, à l'exception de Destructoid qui, particulièrement, n'aime aucunement la limite de temps imposée pour les joueurs, qui selon lui ne permet pas de « discuter des stratégies [en] combat ». Mangot est d'un avis totalement différent puisqu'il félicite les concepteurs pour cette invention.
Engadget déclare également, et ce dans plusieurs analyses, que le jeu reste complexe et difficile à prendre en main,, que les quêtes sont parfois trop difficiles ou trop peu expliquées et qu'il est dommage qu'il soit nécessaire assez régulièrement de se référer à des recherches Internet pour les accomplir. Sur ce dernier point, il est suivi par Patrick Hancock de Destructoid. Gamekult reste plus neutre, déclarant que, quoique « simple à prendre en main », le jeu est « plus complexe qu'il n'y paraît ». Les combats sont pourtant analysés comme étant simples et efficients par Jeuxvideo.com, entre autres,,.
L'équipe de ce dernier remarque, en 2015, une amélioration dans le système de compétences et dans l'accueil du nouveau joueur, où une nouvelle quête est créée pour lui permettre de choisir plus facilement sa nationalité. Elle accueille également volontiers les nouveaux systèmes de quêtes que sont le comptoir des mercenaires et les chasseurs d'Otomaï.
Durant l'été 2013, Anthony Roux revendique 30 000 joueurs simultanés. Ces chiffres permettraient d'atteindre un revenu de 6 000 euros par jour, soit vingt fois moins que sur Dofus. En février 2016, quatre ans après la sortie du jeu, Wakfu totalise 3,5 millions de joueurs dont 65 % de non-Français. Dans une note de blog publiée en 2019, Anthony Roux écrit à propos du jeu, qui n'a jamais connu un succès semblable à celui de Dofus, qu'il « stagne et [que] les chiffres ne sont pas géniaux ».